# Anaxipha minuta
Anaxipha minuta is een rechtvleugelig insect uit de familie van de krekels (Gryllidae). De wetenschappelijke naam werd gepubliceerd in 1767 door Carl Linnaeus.